# Ole Eskild Dahlstrøm
Ole Eskild Dahlstrøm, född 4 mars 1970 i Oslo, är en norsk tidigare ishockeytränare och ishockeyspelare från Furuset i Oslo.
Ole Eskild Dahlstrøm har i över 15 år varit Norges mest profilerade ishockeyspelare i Norge. Dahlstrøms moderklubb är Furuset IF, men den största relativa framgången har han haft i Storhamar Ishockey. Han har även en proffsvistelse på  Örebro i Sverige och i Adler Mannheim i Tyskland bakom sig, samt en lång karriär i det norska landslaget. Dahlstrøm deltog i olympiska vinterspelen för Norge i 1992 i Albertville och i 1994 i Lillehammer. Han har  NHL-draftats för Minnesota North Stars 1990. Under den senaste säsongen som aktiv spelare 2006/07 var han lagkapten för Lillehammer IK. Efter säsongen återvände han till som tränare till Storhamar där han hade huvudansvaret för division 1-laget samt ansvar för att följa upp enskilda spelare i toppidrottsklassen. Han slutade som tränare 2010. Han har varit ishockeykommentator i TV 2 Sport.